# Воронцовка (Краснотур'їнський міський округ)
Воронцо́вка (рос. Воронцовка) — селище у складі Краснотур'їнського міського округу Свердловської області.
Населення — 870 осіб (2010, 999 у 2002).
До 12 жовтня 2004 року селище мало статус селища міського типу.

## Уродженці
- Васильченко Федір Андрійович (* 1950) — радянський футболіст, нападник.